# صموئيل ماكلولين
صموئيل ماكلولين هو شخصية أعمال كندي، ولد في 8 سبتمبر 1871 في Enniskillen, Ontario ‏ في كندا، وتوفي في 6 يناير 1972 في أوشاوا في كندا.